# 学校法人大阪女学院
学校法人大阪女学院（がっこうほうじんおおさかじょがくいん）は、大阪府大阪市中央区玉造に本部を置く学校法人。ウヰルミナ女学校の後身。大阪女学院大学、大阪女学院短期大学、大阪女学院中学校・高等学校を運営する。またかつては定時制の大阪女学院第二高等学校を運営していた時期もあった。

## 沿革
1884年1月7日、米国カンバーランド長老教会外国宣教局のミッションスクール・ウヰルミナ女学校として、アメリカ・ドレナン宣教師（初代校長）により大阪西区川口居留地で開校した。「ウヰルミナ」の名は、多額献金者の信徒でテキサス州オースチンの農夫William SaundersとErmina夫妻の名前を合わせたもので、漢字では「維耳美那」と表記した。
また1889年9月には別の宣教師により大阪一致女学校（のち浪華女学校）が設置された。ウヰルミナ女学校と浪華女学校は1904年4月に合併した。合併後の校名はウヰルミナ女学校とし、校地は浪華女学校（現大阪女学院敷地）を引き継いだ。
第二次世界大戦当時の社会情勢により、英語由来の校名はふさわしくないとして1940年に大阪女学院高等女学部に改称した。
戦後の学制改革により、1947年に大阪女学院中学校・1948年に大阪女学院高等学校が発足した。1951年に学校法人大阪女学院が発足している。
1968年には大阪女学院短期大学が開学し、2004年には大阪女学院大学が開学した。
また1948年には夜間定時制高校・恵星女子高等学校をYWCAから大阪女学院同窓会へと移管している。その後恵星女子高等学校の運営母体として学校法人恵星女子学園が設置されたが、同法人は1958年には学校法人大阪女学院と合併した。学校法人の合併に伴い恵星女子高等学校は大阪女学院第二高等学校へと改称している。大阪女学院第二高等学校は1974年3月限りで休校となり、2007年に正式に廃止された。